# Ésta es su casa
Ésta es su casa fue un programa español de televisión, emitido por TVE en la temporada 1990-1991 y presentado por María Teresa Campos, emitido de lunes a viernes en horario vespertino de 15'30 a 16,30 horas.

## Formato
Magazine televisivo que marcaba la pauta de lo que serían los siguientes programas de María Teresa Campos Pasa la vida o Día a día. A lo largo de una hora de emisión, el programa combinaba entrevistas, concursos, tertulias de actualidad social, noticias, actuaciones musicales y sketches protagonizados por Campos y el actor Paco Valladares.

## Colaboradores
- César Heinrich
- Paco Valladares
- Patricia Ballestero
- Raquel Revuelta
- Rosa Villacastín